# Pessat-Villeneuve
Pessat-Villeneuve är en kommun i departementet Puy-de-Dôme i regionen Auvergne-Rhône-Alpes i centrala Frankrike. Kommunen ligger i kantonen Riom-Est som tillhör arrondissementet Riom. År 2022 hade Pessat-Villeneuve 744 invånare.

## Befolkningsutveckling
Antalet invånare i kommunen Pessat-Villeneuve
| Referens: INSEE |